# Guardian: The Lonely and Great God
Guardian: The Lonely and Great God (Koreaans: 쓸쓸하고 찬란하神 – 도깨비, sseulsseulhago chanlanhasin – dokkaebi) is een Zuid-Koreaanse romantische dramaserie uit 2016. De serie werd in Zuid-Korea vanaf 2 december 2016 uitgezonden door het Zuid-Koreanse netwerk TVN en eindigde op 21 januari. Het is het eerste kabeldrama dat in Zuid-Korea de 20% kijkcijfers heeft overschreden.

## Inhoud
"Guardian: The Lonely and Great God" vertelt het verhaal van Kim Shin een gedecoreerde militaire generaal uit de Goryeo-dynastie. Hij wordt valselijk beschuldigd van verraad en gedood door de jonge koning. Na zijn dood wordt hij vervloekt door de Almachtige om eeuwig onsterfelijk te blijven, waarbij hij de pijn moet verdragen van het zien sterven van zijn geliefden als straf voor de soldaten die hij gedood heeft om zijn land te beschermen. Hij wordt een onsterfelijke goblin, die mensen helpt met zijn krachten en een vriendelijke man is ondanks zijn droevige verleden. De enige manier om een einde te maken aan zijn onsterfelijkheid is het vinden van de bruid van de Goblin. In het heden ontmoet hij Ji Eun-tak, een opgewekte middelbare scholier die ondanks haar tragische leven vrolijk en hoopvol blijft. Ze roept de Goblin per toeval op en hun lotsbestemmingen beginnen met elkaar verweven te raken. Ze is ervan overtuigd dat zij de bruid van de Goblin is. 

## Rolverdeling

### Hoofdrollen
- Gong Yoo als Goblin / Kim Shin. Kim Shin is een 940 jaar oude onsterfelijke goblin en beschermer van zielen die op zoek is naar zijn bruid, de enige die het zwaard uit zijn borst kan verwijderen. Zodra het zwaard is verwijderd, kan hij eindelijk naar het hiernamaals gaan en rust vinden. Hij diende als generaal tijdens het Goryeo-tijdperk, waar hij werd benoemd tot regent en zijn zus werd uitgehuwelijkt aan de jonge koning Wang Yeo.

- Kim Go-eun als Ji Eun-tak. Eun-tak is een optimistische en vrolijke 19-jarige middelbare scholier en de legendarische bruid van de Goblin. Als een "Verloren Ziel" kan ze geesten zien en de Goblin oproepen vanwege haar bijzondere geboorte; haar zwangere moeder was betrokken bij een aanrijding waarna de goblin hun levens heeft gered voordat de Magere Hein hen kon meenemen.

- Lee Dong-wook als Magere Hein / Wang Yeo. Wang Yeo is een knappe, cynische maar humoristische Magere Hein die zielen begeleidt naar hun reïncarnatie of hiernamaals en huisgenoot is van Kim Shin.

- Yoo In-na als Sunny / Kim Sun. Sunny is de aantrekkelijke eigenaar van een kippenrestaurant waar Ji Eun-tak werkt. De Magere Hein begint verliefd op haar te worden, en zij beantwoordt al snel zijn genegenheid, hoewel ze voortdurend in de war is door de sociale onhandigheid van de Magere Hein.

- Yook Sung-jae als Yoo Deok-hwa. Deok-hwa is een opstandige maar goedhartige erfgenaam van een chaebol en de enige kleinzoon van de Yoo-familie, een huishouden dat verantwoordelijk is voor de zorg voor de Goblin.

### Bijrollen
- Lee El als Samshin, de Godin, de schepper van geboorte en lot
- Kim Byung-chul als Park Joong-heon, een sluwe en manipulatieve eunuch uit de Goryeo-dynastie
- Kim Sung-kyum als Voorzitter Yoo Shin-woo, de grootvader van Deok-hwa
- Jo Woo-jin als Kim Do-young, de secretaris van Deok-hwa
- Yeom Hye-ran als Ji Yeon-sook, de tante van Eun-tak
- Jung Young-gi als Park Kyung-shik, de neef van Eun-tak
- Choi Ri als Park Kyung-mi, de nicht van Eun-tak